# Тома Римпапов
Тома Христов Римпапов (на гръцки: Θωμάς Χρήστου Ρώμπαπας) е гъркомански революционер, деец на Гръцката въоръжена пропаганда в Македония от началото на XX век.

## Биография
Тома Христов е роден в костурското село Вишени, тогава в Османската империя. Формира чета в България от местни хора, завръща се в Македония и си сътрудничи си с офицера Йоанис Дзавелас. Води сражения в Борботско и в корчанското село Дарда срещу турски части през 1906 година. През 1907 година участва в сражение в Долно Котори, а през май същата година в нападението над Косинец срещу ВМОРО. През 1908 година действа съвместно с Георгиос Диконимос и Георги Сульов от Попължани при атаката на Вишени. Сътрудничи си и с Георгиос Цондос.
Участва като доброволец в гръцката армия в Балканските войни 1912-1913 година и в Първата световна война.